# Teratophthalma coronata
Teratophthalma coronata är en fjärilsart som beskrevs av Hans Ferdinand Emil Julius Stichel 1915. Teratophthalma coronata ingår i släktet Teratophthalma och familjen Riodinidae. Inga underarter finns listade i Catalogue of Life.